# Antipha
Antipha este un gen de molii din familia Lymantriinae.